# Санний спорт на зимових Олімпійських іграх 1972
Змагання з санного спорту на зимових Олімпійських іграх 1972 тривали з 4 до 7 лютого в рекреаційному центрі Саппоро Тейне в Саппоро (Японія). Розіграно три комплекти нагород.

## Чемпіони та призери

### Таблиця медалей
| Місце              | Країна             | Золото | Срібло | Бронза | Загалом |
| ------------------ | ------------------ | ------ | ------ | ------ | ------- |
| 1                  | НДР                | 3      | 2      | 3      | 8       |
| 2                  | Італія             | 1      | 0      | 0      | 1       |
| Загалом (2 збірні) | Загалом (2 збірні) | 4      | 2      | 3      | 9       |

### Дисципліни
| Дисципліна                | Золото                                                                                    | Золото  | Срібло             | Срібло  | Бронза                                         | Бронза  |
| ------------------------- | ----------------------------------------------------------------------------------------- | ------- | ------------------ | ------- | ---------------------------------------------- | ------- |
| Одномісні сани (чоловіки) | Вольфґанґ Шайдель · НДР                                                                   | 3:27.58 | Гаральд Еріґ · НДР | 3:28.39 | Вольфрам Фідлер · НДР                          | 3:28.73 |
| Одномісні сани (жінки)    | Анна-Марія Мюллер · НДР                                                                   | 2:59.18 | Уте Рюрольд · НДР  | 2:59.49 | Марґіт Шуман · НДР                             | 2:59.54 |
| Двомісні сани             | НДР (GDR) Горст Гернляйн Райнгард Бредов Італія (ITA) Пауль Гільдґартнер Вальтер Плайкнер | 1:28.35 |                    |         | НДР (GDR) Клаус-Міхаель Бонзак Вольфрам Фідлер | 1:29.16 |

1. ↑  Обидві команди показали однаковий час, так що вирішено їм обом вручити золоті медалі.

## Країни-учасниці
У змаганнях з санного спорту на Олімпійських іграх у Саппоро взяли участь спортсмени 13-ти країн. Японія та Радянський Союз дебютували в цьому виді програми.
- Австрія (8)
- Канада (4)
- Франція (1)
- Західна Німеччина (10)
- Велика Британія (6)
- НДР (9)
- Італія (9)
- Японія (7)
- Ліхтенштейн (1)
- Норвегія (3)
- Польща (8)
- СРСР (7)
- США (10)